# Claoxylon centenarium
Claoxylon centenarium är en törelväxtart som beskrevs av Gen-Iti Koidzumi. Claoxylon centenarium ingår i släktet Claoxylon och familjen törelväxter. Inga underarter finns listade i Catalogue of Life.